# Costume d'Arles

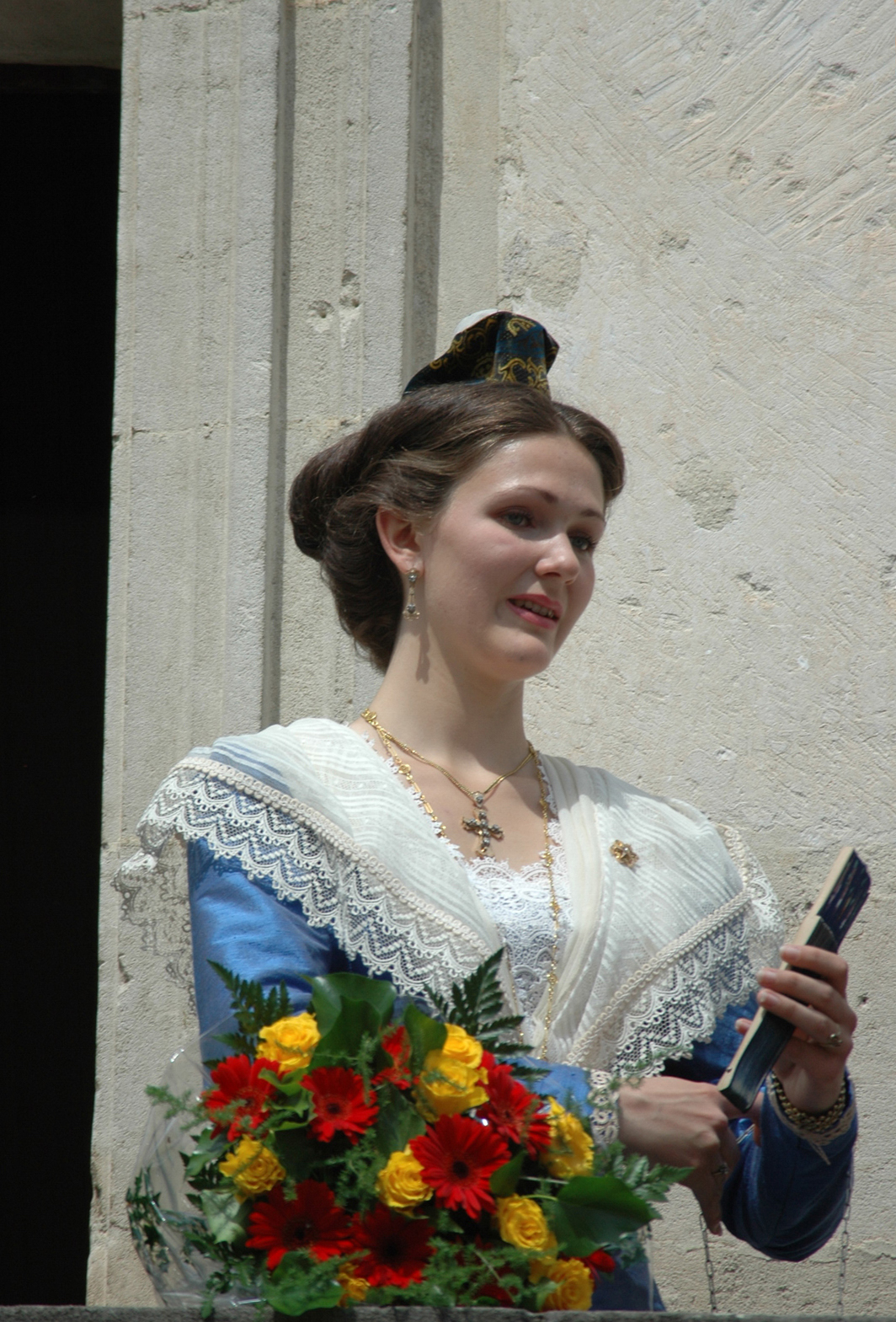
Nathalie Chay, la 19e Reine d'Arles en costume.

Le costume d'Arles est avec le costume provençal comtadin l'une des deux grandes variantes du costume provençal. Appelé aussi arlèse, son port a été relancé par Frédéric Mistral à la fin du XIXe siècle comme l'un des signes de l'identité culturelle de la Provence. Encore utilisé le dimanche jusqu'au début du XXe siècle, son usage courant a progressivement disparu au cours de la première moitié du XXe siècle. Actuellement, il n'est porté qu'épisodiquement, par des groupes folkloriques ou lors de manifestations volontaristes de l'identité locale. 

## Historique

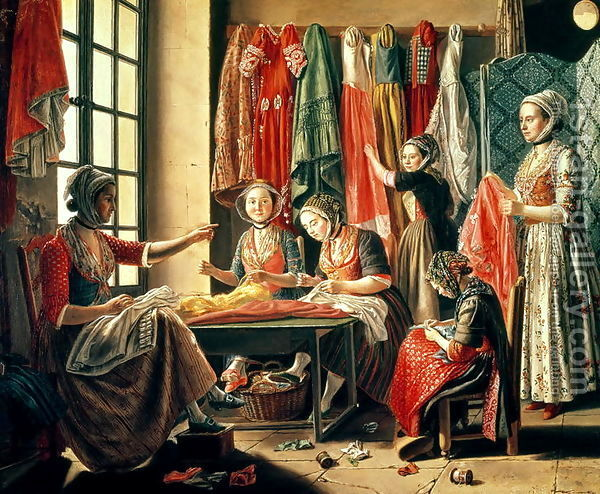
Costumes arlésiens au XVIIIe siècle (Atelier de couture à Arles, Antoine Raspal, 1760, musée Réattu, Arles).

Parmi toutes les variétés locales à la mode au cours du XVIIIe siècle, seul le costume d'Arles, porté indifféremment par les femmes de toutes conditions, a traversé la Révolution, tout en continuant à évoluer d'une façon naturelle. Jusque dans les années 1950, il était encore porté, quotidiennement à Arles par un certain nombre de femmes, et plus particulièrement le dimanche. Le costume d'Arles a été la tenue féminine traditionnelle dans tout l'ancien archevêché, a tenté de s'imposer jusqu'à Avignon sous l'impulsion de Frédéric Mistral, a débordé sur la rive droite du Rhône de la Camargue gardoise jusqu'à l'Uzège, s'est étendu à l'Est par delà la Crau, jusqu'à la Durance et le golfe de Fos. Toute son évolution est retracée au Museon Arlaten.

Arlésiennes du XIXe siècle, au temps de Daudet et Bizet par Jean-Joseph Bonaventure Laurens
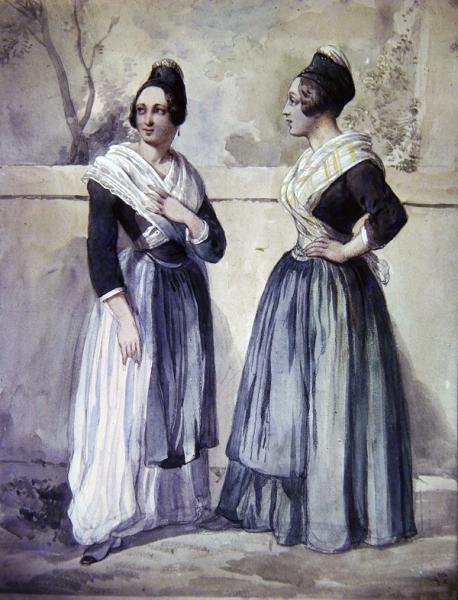
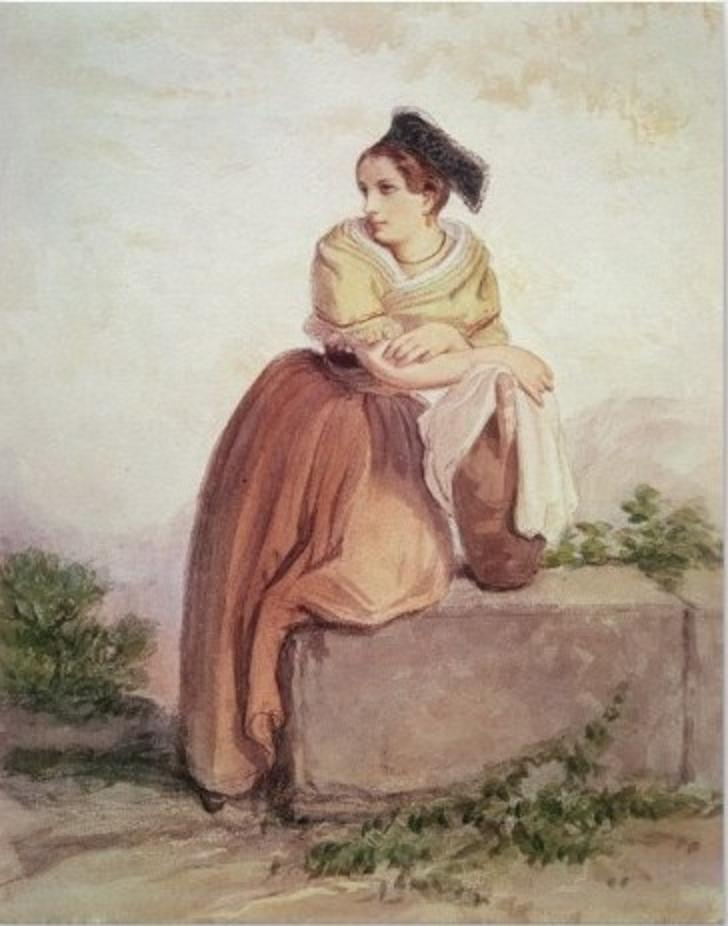
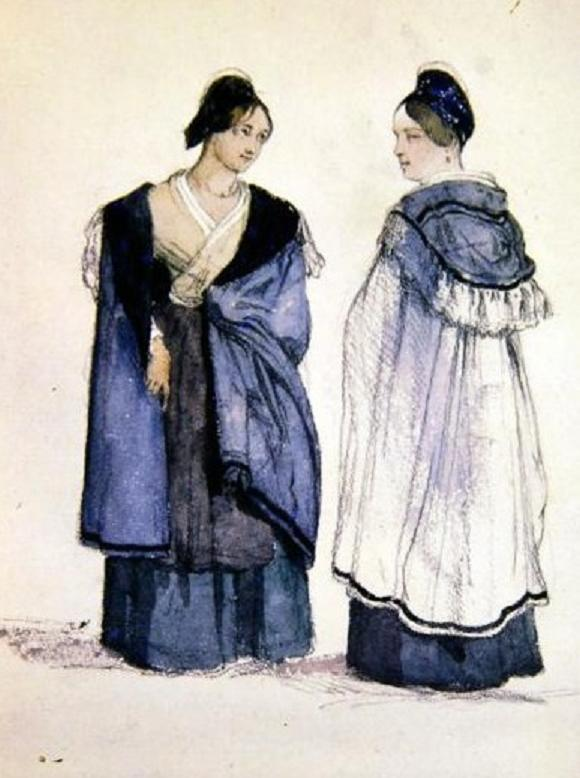

## Originalité
Ce costume d'Arles se distingue d'abord par une coiffe spéciale qui nécessite le port de cheveux longs. En fonction des jours de la semaine et des tâches à accomplir, cette coiffure était retenue sur le sommet de la tête par un ruban, une cravate ou un nœud de dentelles. Mais elle exigeait toujours un temps de préparation important et des soins particuliers pour respecter l'exigence de ses canons. Cette coiffure est peu adaptée aujourd'hui à une vie professionnelle moderne. Face à la mode des cheveux courts, un substitut sous forme de postiche a été proposé, mais son manque de naturel l'a voué à l'échec. 

Différents costumes d'Arles
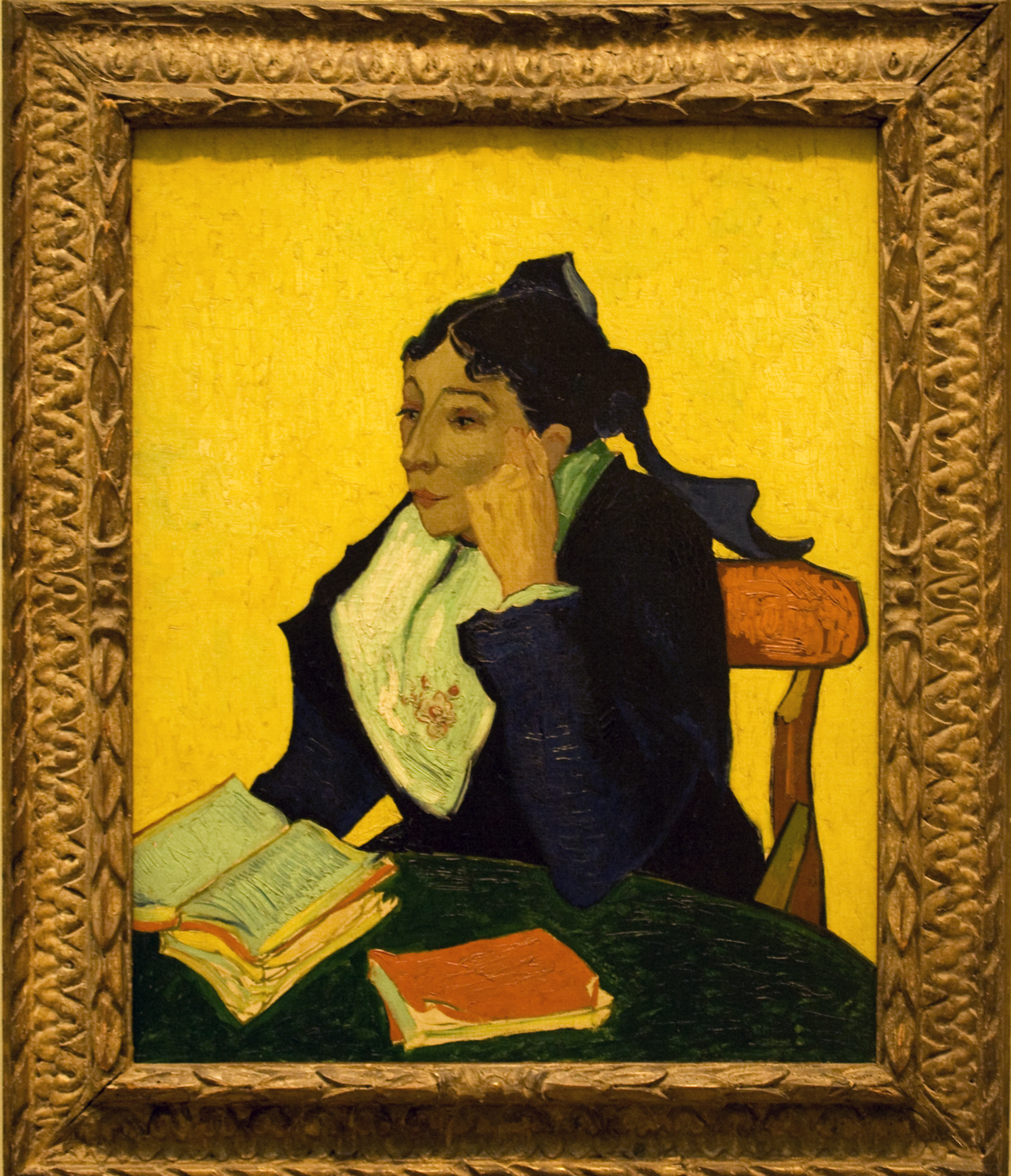
Vincent Van Gogh, portrait de Madame Ginoux
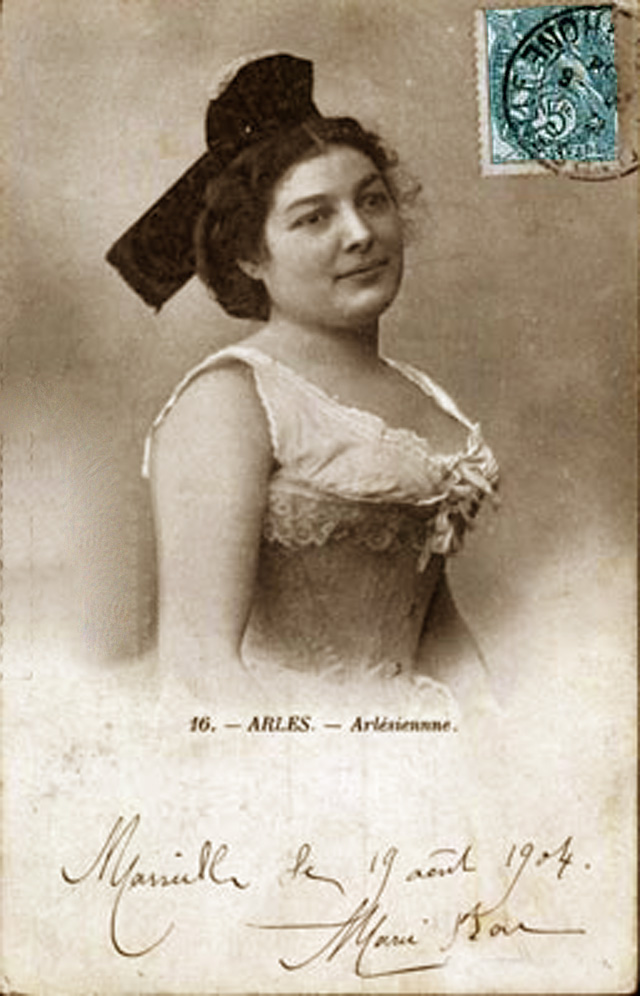
Arlésienne en 1904
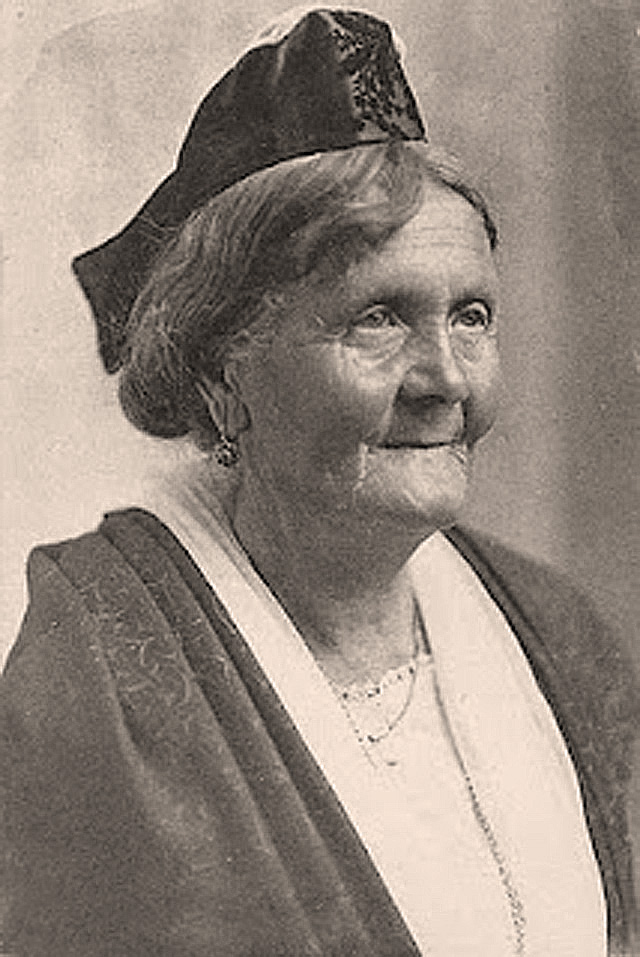
Élisa Quenin, guide bénévole des Baux-de-Provence
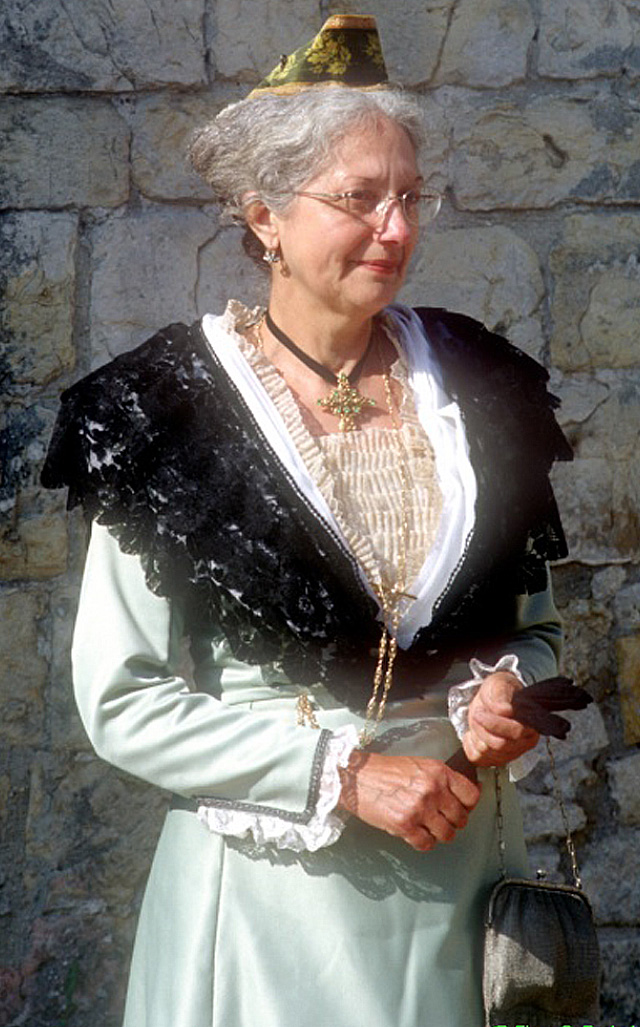
Arlésienne aux Saintes-Maries-de-la-Mer

## Composition

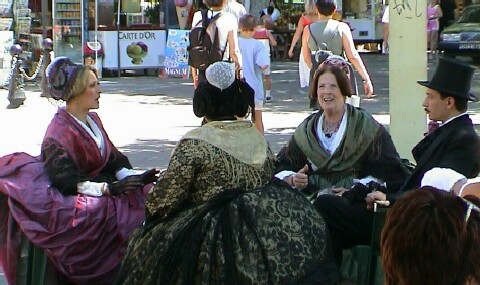
Arlésiennes à la terrasse d'un café

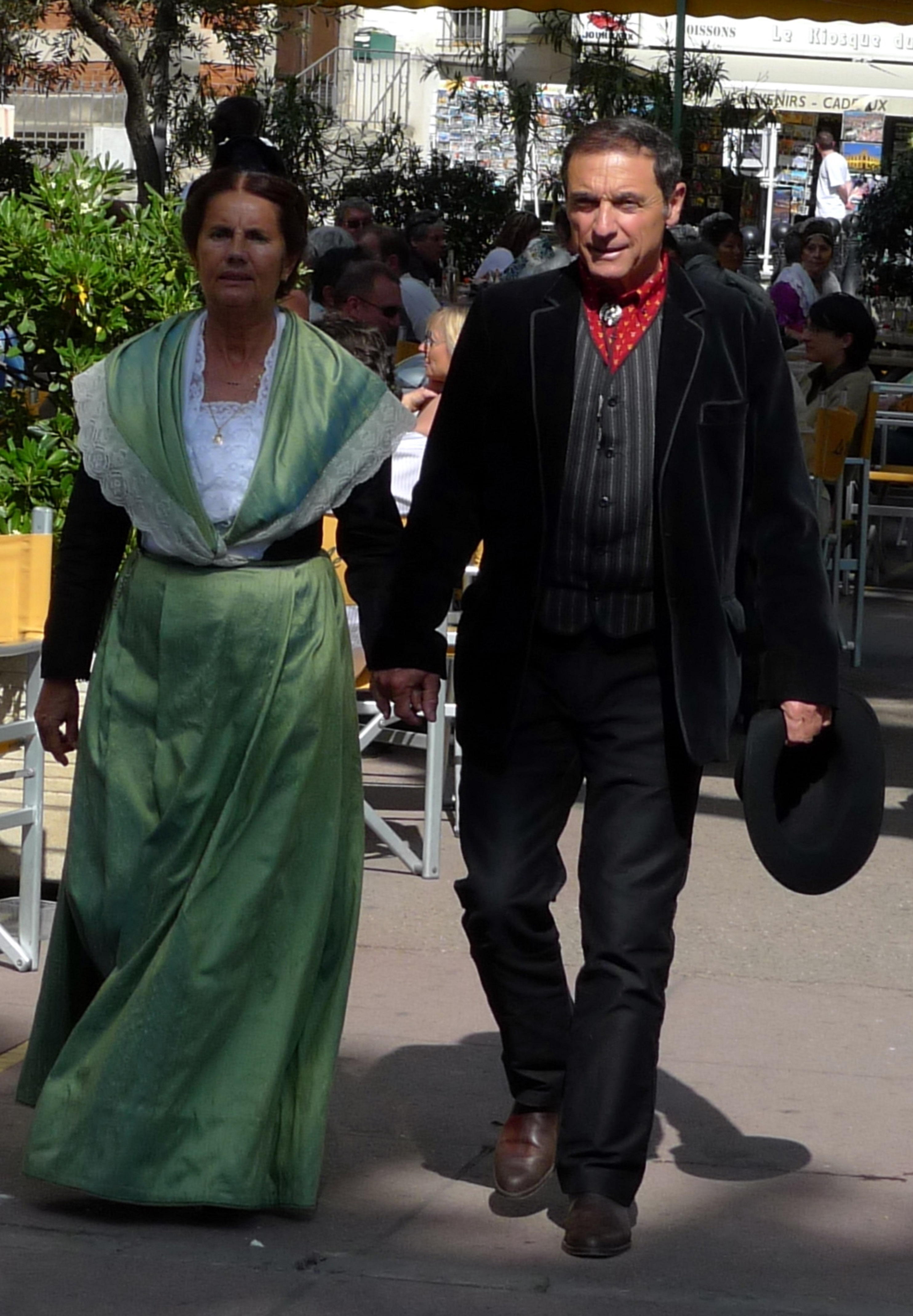
Arlésiens en costume traditionnel

Parmi les pièces qui composent actuellement l'habillement et signe son élégance, il y a la chapelle ou cache-cœur, plastron de dentelle en forme de trapèze, apparu en 1860, et qui couvre la poitrine, le grand châle ou fichu, de forme carrée, qui moule le buste, la robe longue en satin de différentes couleurs, souvent pincée à la taille, les dorures (bijoux, agrafes, boucles ou crochets) qui sont transmises de génération en génération. Ces parures vont du tour de cou en argent, aux différentes croix d'or filigranées, dites croix provençales, des bracelets en or massif enrichis de diamants, aux boucles d'oreilles (pendants ou brandanto) réservées aux seules femmes mariées, en passant par les bagues rehaussées de pierres précieuses, les boucles de soulier en argent, les agrafes de manteau dorées ou argentées, les crochets d'argent pour la ceinture qui permettaient de suspendre les clefs, à la fois signe de richesse et de possession sur la maison familiale.

## Mireillettes
Depuis 2010, chaque année au mois de décembre à Arles, des fillettes reçoivent le costume et deviennent « mireillettes ».

## Inscription au Patrimoine Culturel Immatériel
Depuis 2011, il a été demandé par le Conseil Régional de Provence-Alpes-Côte d’Azur que le costume d'Arles soit inscrit au Patrimoine Culturel Immatériel de l’UNESCO.